# Watertoren (Sint-Joris-Weert)

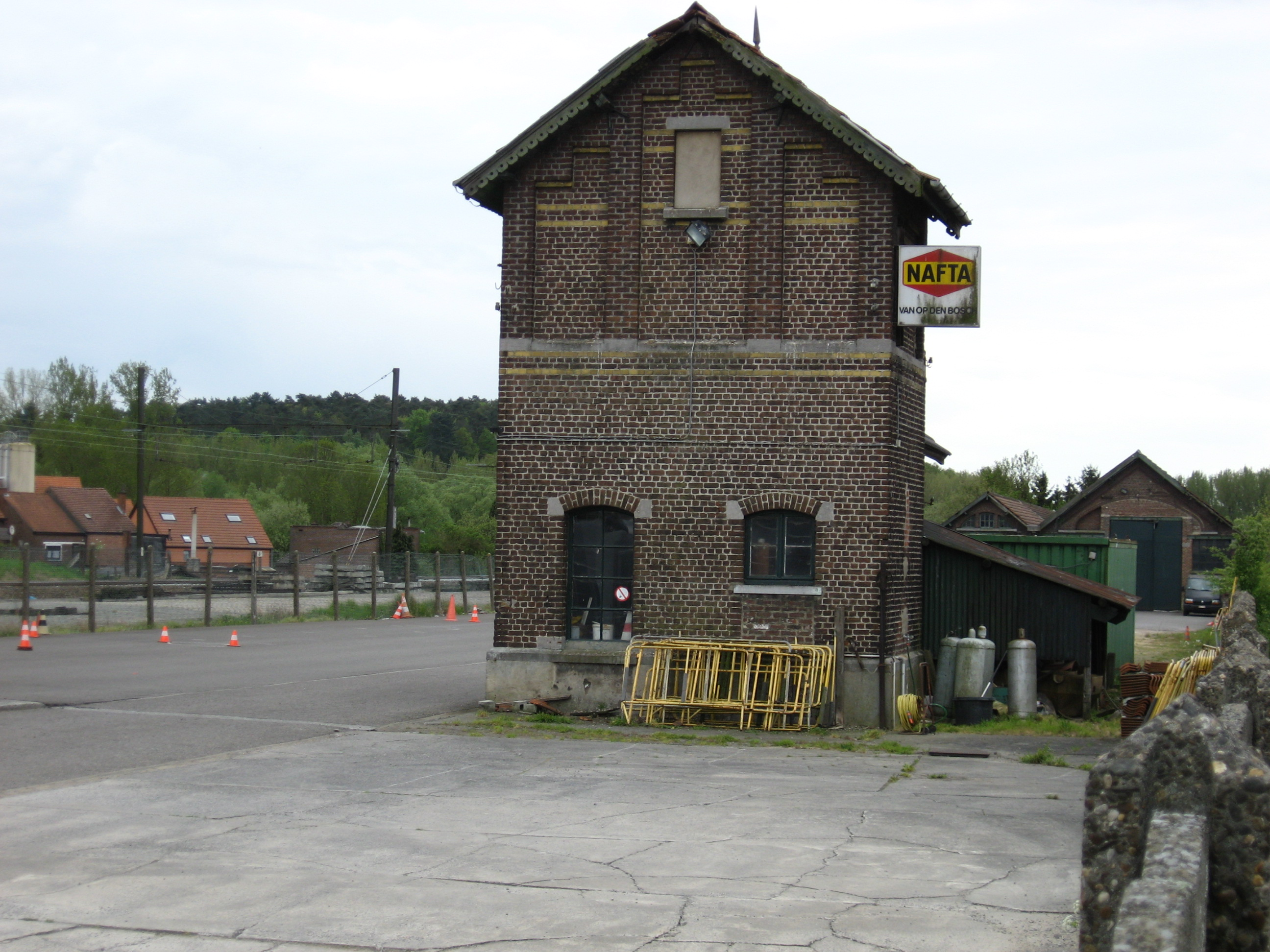
Watertoren van Sint-Joris-Weert

De watertoren van Sint-Joris-Weert bevindt zich aan de Stationsstraat in Sint-Joris-Weert, in de Belgische provincie Vlaams-Brabant. De watertoren maakt deel uit van de tramstelplaats van de stoomtram Zwarte Jean. De gehele tramstelplaats Sint-Joris-Weert is opgenomen als onroerend erfgoed.
De watertoren is ontworpen door Vaerwyck, een architect uit Sint-Amandsberg, en is in eclectische stijl gebouwd. De toren is opgetrokken in donkerrode baksteen met accenten in gele baksteen. Het gebouw heeft een overkragend zadeldak met platte, rode dakpannen en houten druiplijsten en pinakels. Sinds 2005 is het als bijgebouw van de tramstelplaats een beschermd monument.
Het water van de toren was afkomstig van de bron Pier Slot aan de Borrestraat en werd via een buizennetwerk naar de toren geleid.